# Laonome (Tochter des Guneus)
Laonome (altgriechisch Λαονόμη Laonómē), Tochter des Guneus von Pheneos, ist eine Gestalt der griechischen Mythologie.
Laonome war die Gemahlin des Perseus-Sohnes Alkaios, und mit ihm Mutter des Amphitryon, der nach dem Tode seines Vaters die Herrschaft zu Tiryns übernahm.